# Noctivagus
Noctivagus foi uma banda portuguesa de rock gótico formada na cidade de Setúbal em 1993.
O nome da banda foi inspirado numa palavra do latim, que significa "Aquele que caminha na noite".
Certas letras e poemas são caracterizados pela idealização romântica da morte e do imaginário sobrenatural. Enquadrando-se em temáticas como paganismo, vampirismo e niilismo.

## Carreira
A primeira sala de estúdio, foi num sótão, no Círculo Cultural de Setúbal.

Os Noctivagus foram formados por André Antunes, Lino Cunha ( Aka: Lino Átila), José Carlos (Aka: Soneca), Paulo Jorge Tavares e Vitor Valido.
Com esta formação gravou o E.P. " Almas Ocultas” (1995, edição em formato fita cassete da inesquecível revista alternativa portuguesa, “underworld entulho informativo” com o selo da label "Zenith music) e o  E.P " Imenso" ( 1998).
Em 1996, duas canções do registo discográfico, “Almas ocultas”, cria vampira e castelo da morte conduzirá às preferências do "top chart" do programa de rádio“ santos da casa”, transmitido pela rádio universitária de Coimbra. As musicas são incluidas também na compilação "Crime no Paraíso" da gravadora independente "Enochian Calls" sediada na mesma cidade.
Depois de um concerto com o grupo espanhol gothic sex em 1998, e com um novo elemento na guitarra baixo Paulo Dumonte. A banda esteve ausente durante dois anos.
No entanto é editado em 1999 o CD "Cruzes e Fivelas".
Na década de 2000, a banda regressa aos palcos com uma nova tour, com novas canções e com uma nova formação. Alexandre Palminha, David Pereira, oriundos de uma banda de Black Metal com quem Lino Cunha já tinha trabalhado como músico convidado nos anos 90,os Blood Quest.  Alinham também no regresso dos Noctivagus, Paulo Dumonte , Emanuel Afonso, ex-integrante de uma banda de punk rock os (Jardins de Pedra) e Luís Olivença (Dj Música Eletrônica). Com este "line up" em 2003 gravam o CD álbum "After The Curse", edição da label Floyd Records, distribuído com o selo da Division House..
Actuam também em vários e diferentes festivais de música com bandas como Sanguis et Cinis por exemplo.

Nesse mesmo ano (2003), o vídeo clip "Bad Dreams" atinge o primeiro lugar do top votação durante três semanas consecutivas da televisão por cabo do programa Curto Circuito Sic Radical (Julho).
Conquistam a mesma posição no mês de Outubro durante uma semana no Top Max desse mesmo canal televisivo.

Nos anos imediatamente seguintes continuarão a atuar, problemas internos, contudo, impedem a banda de gravar quaisquer novos registos durante esse período turbulento é conhecido apenas uma participação numa compilação de tributo à banda inglesa Joy Division com o tema "transmission" pela gravadora Tomb Factory em 2005.
Em 2005, participam também no primeiro internacional festival da subcultura gótica da cidade do seixal (seixal goth fest) com os norte americanos The Crüxshadows a fechar o cartaz. Organizado pela  gravadora "Floyd Records" em parceria com a promotora Necrosymphonic Entertainment.
Em 2007, participam também no Festival “ When the spirits Awake” realizado na cidade de Vilnius,Lituânia.
e  no festival "dead hour fest" com os norte americanos London After Midnight (banda) a fechar o cartaz.
Em 2008, depois do segundo fim da banda, uma das revistas mais importantes da subcultura gótica da Alemanha (Impresso em papel brilhante a revista "Crawling Tunes Magazine") inclui uma canção com o título "Last Night" da banda Noctivagus na coletânea "Crawling Tunes, Volume 2". 
Na mesma época, Nuno D’Ávila e Fernando Narciso, ex-integrantes de uma banda de influências goth rock os Gondolin do fim da década de 90 com quem os Noctivagus tinham realizado uma tour em 2000, convencem o Lino Cunha a regressar nesta nova formação, é lançado o single "Ice Words".
Em 2009, o grupo vê reconhecido o seu labor por Mick Mercer (Jornalista e escritor do Record Mirror,ZigZag Magazine,Melody Maker) que os refere e menciona no seu livro "Music To Die For".
Em 2010 o single "Pilgrim Dimension" com, Lino, Nuno, Fernando e Lady Miss Kill, atinge o top 20 do programa Music World Radio.
As duas canções deste single são incluídas também no CD album Ecos da Noite em 2011.
Em 2015 é lançado o registo discográfico  "Live Album" com canções  inéditas gravadas em concertos ao vivo do percurso dos noctivagus.
Posteriormente Lino Cunha em 2017 grava um novo álbum para um novo projecto com o nome Vulto Violeta.
Em 2019, a canção "Bad dreams" entra para o top 20 (melhores vídeos da subcultura gótica portuguesa) da rádio portuguesa “sinfonias de aço”.
Em 2021, no segundo fim de semana de agosto( dia 7 ou 8) faleceu o guitarrista Nuno D'ávila em Lisboa por motivos não tornados públicos.
Nesse mesmo ano com o selo da gravadora "My House Studios" DaFonseca, uma das bandas do músico António Fonseca, relacionado com o movimento punk da cidade de Viseu em Portugal(Zurrapa, Nexo, DaFonseca) é editado no seu novo álbum, "Se o Povo se levantar... O jogo acaba!" Uma cover dos Noctivagus a canção "corta-me a cabeça devagar".
Inesperadamente, a gravadora portuguesa Grey Clover em fevereiro de 2024, edita o álbum Okulto dos Noctivagus em formato CD, com um conjunto de temas que foram obtidos e remasterizados a partir de gravações em fita cassete realizadas na década de 90 do Século XX. 
No âmbito das comemorações dos 50 anos do dia 25 de Abril de 2024,foi anunciado na agenda da Comissão Comemorativa 50 Anos 25 abril o lançamento do Álbum 50 Anos 25 de Abril,compilação da gravadora ADC records com vários artistas portugueses com uma classificação ampla para diversos tipos de músicas fabricado em Portugal. O qual inclui um tema dos Noctivagus "I'm Not Living".

## Discografia

### EP
| Ano  | Titulo             |
| 1995 | "Almas Ocultas"    |
| 1998 | "Imenso"           |
| 1999 | "Cruzes e Fivelas" |

### Álbuns
| Ano  | Titulo             |      |              |
| 2003 | "After the Curse " |      |              |
| 2011 | "Ecos da Noite"    | 2015 | "Live Album" |
| 2024 | "Okulto"           |      |              |

### Singles
| Ano  | Titulo                                                 |      |                     |
| 2005 | "Transmission" ( Tributo à banda inglesa joy division) |      |                     |
| 2008 | " Ice Words"                                           | 2010 | "Pilgrim Dimension" |

### Compilações
- Bad Dreams- Various - Rock Sound Música Com Atitude Volume 15 (CD, Comp, Enh, Promo), Country: Portugal (2004)
- Last Night- Various - Crawling Tunes, Volume 2, Label: Crawling Tunes – CTMC002, Country: Germany (2008)
- Corta-me a cabeça devagar- Círculo de Fogo #2 Ritual, Vários Artistas,Radio Circulo de Fogo, Country: Portugal (2010)[49]
- Corta-me a cabeça devagar - Kitty Lectro - Goth Industrial Darkwave Deathrock Remix DJ, Country: England (2011) [[50]]
- Delírios da luz - Abismo Humano Vol.1 - Abismo Humano Label, Country: Portugal (2012)[51]
- Cria Vampira- Sombrati's Collection - Vol XIV , Gothic & Ambient Independent NetLabel from Latin America, Country: Brasil :[(CD), 2012][52]
- I'm Not Living- Álbum: 50 Anos – 25 Abril [53]

## Literatura
- “Music To die For”, Cherry Red Books, (2009), ISBN 978-1-901447-26-2
- "Marasmo a Cismar", Bulhosa books & Living (2008),ISBN 978-9-892017-07-5
- "Na Margem uma historia do rock",(2019),ISBN 978-989-8668-23-3
- "Guimarães, 50 anos de pop rock",(2013),ISBN 978-972-96937-4-8

## Videografia
| Ano  | Titulo                                                         |
| 2003 | "Bad Dreams" ( realização po David Rebordão, Film Connections) |

| Ano  | Titulo |
| 2011 | "Pilgrim Dimension" (este video simboliza a última "tour" conhecida entre (2010/2011), realização por titaniavision. |